# Percy Manchego
Percy Manchego Revilla (Camaná, 30 de noviembre de 1983) es un exfutbolista peruano. Su posición era de defensa o volante.

## Clubes
| Club                 | País | Año         |
| -------------------- | ---- | ----------- |
| Sporting Cristal "B" | Perú | 2002 - 2003 |
| Sporting Cristal     | Perú | 2002 - 2003 |
| Atlético Universidad | Perú | 2004 - 2006 |
| Total Clean          | Perú | 2006 - 2008 |
| Cobresol             | Perú | 2009 - 2010 |
| Sportivo Huracán     | Perú | 2011        |
| FBC Melgar           | Perú | 2012 - 2013 |
| José Gálvez          | Perú | 2014        |

### Como entrenador
| Club         | País | Año    |
| ------------ | ---- | ------ |
| Nacional FBC | Perú | 2022 - |

## Palmarés
| Título                    | Club             | País | Año  |
| ------------------------- | ---------------- | ---- | ---- |
| Primera División del Perú | Sporting Cristal | Perú | 2002 |
| Copa Perú                 | Total Clean      | Perú | 2006 |
| Segunda División del Perú | Total Clean      | Perú | 2008 |
| Segunda División del Perú | Cobresol         | Perú | 2010 |